# Fuel Fandango
Fuel Fandango est un groupe musical espagnol, formé par le producteur Alejandro Acosta et la chanteuse Cristina « Nita » Manjón. Il s'agit du nouveau projet d'Alejandro après son précédent groupe Mojo Project, avec lequel il a été nommé groupe révélation espagnole de 2014 par le journal El País. Après avoir présenté avec grand succès leur premier EP dans plus de 70 villes, ils enregistrent leur premier album en 2010 en seulement 15 jours. 
En 2013, ils sortent leur deuxième album, Trece lunas. En 2014 sort leur film hommage, comprenant tous leurs clips vidéo. En 2016, l'album Aurora les établit comme l'un des groupes espagnols ayant la plus grande projection mondiale. En 2019, ils entament la tournée de leur 10e anniversaire, qui passe par les festivals les plus importants d'Espagne. Le 29 octobre 2019, ils sortent leur nouveau single Despertaré, un aperçu de leur prochain album Origen, qui sortira en 2020. Deux ans plus tard, ils sortent l'EP Romances, avec des collaborations avec Iván Ferreiro, Amadou et Mariam, María José Llergo, Mala Rodríguez, Leo Rizzi et Juancho Marqués.

## Histoire
Fuel Fandango est né après la rupture d'Ale Acosta avec son groupe précédent, Mojo Project. Alejandro et Nita se sont rencontrés en 2008 à Cordoue, où Alejandro avait l'habitude de se rendre pour faire du DJing. Alejandro était producteur et DJ et Nita était une chanteuse éduquée dans le monde de la copla et du flamenco. Leurs points communs feront qu'ils créeront ensemble un groupe.
Lors d'un week-end dans la maison de campagne de ses parents, ils prennent une guitare et l'une des chansons de l'album, (Just), voit le jour. Nita ne voulait pas y inclure de flamenco, car souhaitant explorer d'autres horizons musicaux, mais Ale proposera de mélanger les deux styles. Ils commencent à composer ensemble, réunissant les univers qu'ils connaissaient : funk, soul, musique électronique, jazz et flamenco, dans un style unique qui leur est propre.
Dans leurs chansons, ils chantent en anglais pour la musicalité de la langue, mais ils mélangent l'espagnol non seulement parce qu'il fait partie de leurs racines, mais aussi pour réaliser un projet à la fois national et international. Le nom du groupe fusionne les deux mondes qui unissent leur musique : le Fuel, l'essence des machines, des échantillonneurs, de la musique électronique, et d'autre part, le Fandango, la musique flamenco.
Ils réalisent leur premier EP, composé de 5 chansons, qu'ils mettent en ligne sur leur site web et qui a recevra 15 000 téléchargements, et avec lequel ils donneront plus de 70 concerts. Durant l'été 2010, ils enregistrent leur premier album, Fuel Fandango, en seulement 15 jours, entre Madrid (Reno Studios) et Cordoue, avec l'idée de préserver la fraîcheur et la spontanéité. En 2011, ils le publient sous le même nom, mélangeant des styles musicaux aussi variés que le funk, la musique électronique, le flamenco et la copla. Le 6 mars 2012 sort l'album Remixed, qui comprend des remixes des neuf premiers titres de leur album. 
En avril 2013, après presque trois ans de tournée, le groupe sort l'album Trece lunas au label Warner Music Group, qui relie la faction la plus sombre du rock 'n' roll à un son plus audacieux et animé, laissant des succès instantanés tels que Read My Lips, New Life, Trece lunas ou City et qui les amènera à être la tête d'affiche de certains des festivals espagnols les plus importants. La même année, ils sortent leur deuxième album, Trece Lunas, enregistré à Madrid, Cordoue, Tarifa et Londres, et produit par Ale Acosta, avec l'aide du producteur Duncan Mills, de Jamie Cullum et de Florence and the Machine. Ils réalisent également le documentaire Inside Trece lunas, composé de plusieurs chapitres montrant le processus d'enregistrement du nouvel album.
Leur expansion internationale s'accentue au cours de ces années, passant par des pays comme la France, les Pays-Bas, les États-Unis, la Chine, l'Australie, la République tchèque, le Royaume-Uni, la Finlande, la Bulgarie, l'Allemagne, le Luxembourg, l'Algérie, l'Ukraine, l'Inde et le Mozambique, et par des festivals comme l'Eurosonic néerlandais, le SXSW américain, le SOTX chinois, les United Islands tchèques, les Transmusicales françaises, le Me You Zik luxembourgeois, le World Village finlandais et le Weinturm allemand, entre autres. Ils sortent ensuite l'album Aurora (Warner Music Group, 2016), qui se classe 2e des charts espagnols, et les emmène dans 70 villes de 9 pays en deux ans. Au début du mois d'avril 2016, le groupe entame la tournée de son 10e anniversaire, qui le conduit dans les festivals les plus importants d'Espagne.
Le 24 janvier 2020, le groupe sort son nouvel album Origen, qu'il présente tout au long de l'année dans différentes salles d'Espagne. Le 8 janvier 2022, Fuel Fandango devient l'un des participants au concert de solidarité Más fuertes que el volcán, organisé par Radiotelevisión Española afin de collecter des fonds pour les victimes de l'éruption volcanique de La Palma de 2021. Nita et Ale continuent ensuite de travailler sur un nouvel EP intitulé Romances.

## Membres
- Cristina « Nita » Manjón — chant, paroles
- Ale Acosta — instruments, production, parolier

## Discographie

### Albums
- 2009 : EP1
- 2011 : Fuel Fandango
- 2013 : Trece lunas
- 2016 : Aurora
- 2020 : Origen
- 2022 : Romances

### Singles
- 2011 : Talking
- 2013 : New Life
- 2019 : Despertaré